# Кимбл, Бо
Грегори Кевин «Бо» Кимбл (англ. Gregory Kevin "Bo" Kimble; род. 9 апреля 1966 года, Филадельфия, Пенсильвания, США) — американский профессиональный баскетболист.

## Ранние годы
Бо Кимбл родился 9 апреля 1966 года в городе Филадельфия (Пенсильвания), там же он учился в профессионально-технической школе имени Маррелл Доббинс, где вместе с Хэнком Гатерсом играл за местную баскетбольную команду, которая в 1985 году выиграла чемпионат Общественной лиги Филадельфии (англ. Philadelphia Public League).

## Студенческая карьера

### «УСК Тродженс»
После окончания школы Кимбл вместе с Гатерсом поступил в университет Южной Калифорнии, где выступал за команду «УСК Тродженс», главным тренером которой был Стэн Моррисон, а его ассистентом — Дэвид Спенсер. Там они объединились с участниками игры McDonald’s All-American Томом Льюисом и Ричем Гранде в звёздную «четвёрку первокурсников». По окончании сезона тренерский штаб «Тродженс», Моррисон и Спенсер, были уволены из-за неудовлетворительных результатов команды (11 побед при 17 поражениях), несмотря на победу в регулярном чемпионате конференции Pacific-10 предыдущего года. Сообщалось, что игроки также могут покинуть команду, если с их стороны не будут соблюдены определённые условия, включая желание играть с другим тренерским штабом, о чём они должны будут лично сказать новому наставнику. Следующим главным тренером «Тродженс» был назначен Джордж Равелинг, который дал игрокам крайний срок для ответа, останутся они в команде или нет. Когда срок вышел, а они не ответили, Равелинг лишил стипендии Кимбла, Гатерса и Льюиса, а сам выступил с сомнительным заявлением. После этого Кимбл, Гатерс и Льюис покинули команду, первые двое перевелись в университет Лойола-Мэримаунт, последний — в университет Пеппердайна. Гранде остался в университете Южной Калифорнии.

### «Лойола-Мэримаунт Лайонс»
После отдыха в сезоне 1986/1987 годов, как это требуется в соответствии с правилами перевода студентов в NCAA, пара Кимбл—Гатерс стала центральной, пожалуй, самой интересной в истории студенческих команд. Тренировавший в то время команду «Лойола-Мэримаунт Лайонс» Пол Уэстхед установил необычайно быстрый темп игры. На атаку «Львы», как правило, использовали мало времени, быстрый, в течение 10 секунд, розыгрыш мяча, и тут же бросок по кольцу с выгодной позиции, при чём чаще всего игроки бросали из-за трёхочковой дуги. В обороне «Лайонс» использовали жёсткий прессинг по всей площадке, постоянно вынуждая соперника совершать ошибки в игре. В сезоне 1989/1990 годов Кимбл стал самым результативным игроком студенческого чемпионата NCAA, набрав 1131 очко в 32-х играх (35,3 очка в среднем за игру). А команда Кимбла три года подряд становилась самой результативной в первом дивизионе NCAA, забивая в сезоне 1987/1988 годов по 110,3 очка в среднем за игру, в сезоне 1988/1989 годов — по 112,5 очка и в сезоне 1989/1990 годов — по 122,4 очка, причём последний результат по-прежнему является рекордным за всю историю NCAA. «Лойола-Мэримаунт Лайонс» провели пять самых результативных игр в истории первого дивизиона NCAA, причём четыре из пяти были сыграны во время карьеры Кимбла, включая победный матч, состоявшийся 31 января 1989 года, против команды Международного университета США, в котором было забито рекордное количество очков в сумме — 331 (181—150).

### Смерть Гатерса
4 марта 1990 года, во время полуфинального матча турнира конференции западного побережья (WCC) против команды «Портленд Пилотс», Хэнк Гатерс упал в обморок и умер от сердечного заболевания. В результате его смерти турнир конференции западного побережья был приостановлен, а его команда была автоматически допущена в плей-офф турнира NCAA как победитель регулярного чемпионата WCC. В следующем раунде (англ. Elite Eight), проигранном матче 1/4 финала против «УНЛВ Раннин Ребелс» (101—131), Кимбл, который был правшой, а также лучшим другом Гатерса, каждый первый штрафной бросок в игре исполнял левой рукой в память о товарище по команде, причём точно исполнил все три попытки. В предыдущем раунде, победном матче 1/8 финала (англ. Sweet Sixteen) против «Алабама Кримсон Тайд» (62—60), Кимбл не исполнял штрафных бросков, поэтому в нём он не смог почтить память друга.
29 января 2005 года все игроки команды Гатерса сезона 1989/1990 годов, в том числе Кимбл, были включены в Зал Славы университета Лойола-Мэримаунт во время перерыва победного для «Лайонс» матча (63—46) над командой «Пеппердайн Вейвз». Свитера с номерами 30 и 44, под которыми выступали Кимбл и Гатерс, были закреплёны за ними и выведены из употребления.

## Профессиональная карьера
Играл на позиции атакующего защитника. В 1990 году был выбран на драфте НБА под 8-м номером командой «Лос-Анджелес Клипперс». Позже выступал за команды «Нью-Йорк Никс», «КРО Лион», «Рапид-Сити Триллерс» (КБА), «Хартфорд Хеллкэтс» (КБА), «Ла-Кросс Бобкэтс» (КБА) и «Якима Сан Кингз» (КБА). Всего в НБА провёл 3 неполных сезона. В 1990 году Кимбл признавался баскетболистом года среди студентов конференции West Coast, а также включался во 2-ю всеамериканскую сборную NCAA. Всего за карьеру в НБА сыграл 105 игр, в которых набрал 574 очка (в среднем 5,5 за игру), сделал 162 подбора, 98 передач, 41 перехват и 14 блок-шотов.
В 1990-х годах команда «Лос-Анджелес Клипперс» выступала в спортивном комплексе «Los Angeles Memorial Sports Arena», в здании которого, но на другой площадке, блистали Бо Кимбл и Хэнк Гатерс в то время, когда играли за «УСК Троянс». В качестве новичка Кимбл набирал по 6,9 очка в среднем за игру, сыграв в стартовой пятёрке всего 22 матча, в основном же выходил на площадку со скамейки запасных. Его карьера в НБА сложилась неудачно из-за большого количества травм. Летом 1992 года Кимбл был обменян в «Нью-Йорк Никс» в рамках сделки трёх команд с участием шести игроков, в результате которой Марк Джексон перешёл в «Клипперс». В составе «Никс» Кимбл сыграл только девять матчей и те в конце сезона, после чего завершил свою короткую карьеру в НБА.

## Личная жизнь
В 1991 году Кимбл снялся в фильме Heaven Is a Playground («Небеса — это площадка для игр») в роли вымышленного высокого школьника Мэттью Локхарта. Кимбл является соучредителем и членом совета директоров «Forty-Four for Life Foundation», некоммерческой организации, борющейся за сокращение случаев со смертельным исходом по причине сердечных заболеваний.
17 июля 1990 года в округе Лос-Анджелес объявлено «Днём Бо Кимбла» «не только за свои достижения на баскетбольной площадке, но и за воплощение положительной роли, образца для молодёжи Лос-Анджелеса».
7 марта 2011 года Кимбл ездил в город Холланд (штат Мичиган), чтобы встретиться со школьными баскетбольными командами Феннвилла и Лоуренса. Команда Феннвилла только что потеряла своего звёздного игрока, Уэса Леонарда, который упал в обморок и умер через несколько секунд после победного броска в овертайме (57—55) в игре против школы Бриджмена в последней игре регулярного чемпионата. Смерть Леонарда была вызвана остановкой сердца в результате его расширения и произошла в один день с 21-й годовщиной Хэнка Гатерса.

## Статистика

### Статистика в НБА
| Сезон                                                                                    | Команда  | Регулярный сезон | Регулярный сезон | Регулярный сезон | Регулярный сезон | Регулярный сезон | Регулярный сезон | Регулярный сезон | Регулярный сезон | Регулярный сезон | Регулярный сезон | Регулярный сезон | Серия плей-офф | Серия плей-офф | Серия плей-офф | Серия плей-офф | Серия плей-офф | Серия плей-офф | Серия плей-офф | Серия плей-офф | Серия плей-офф | Серия плей-офф | Серия плей-офф |
| Сезон                                                                                    | Команда  | GP               | GS               | MPG              | FG%              | 3P%              | FT%              | RPG              | APG              | SPG              | BPG              | PPG              | GP             | GS             | MPG            | FG%            | 3P%            | FT%            | RPG            | APG            | SPG            | BPG            | PPG            |
| ---------------------------------------------------------------------------------------- | -------- | ---------------- | ---------------- | ---------------- | ---------------- | ---------------- | ---------------- | ---------------- | ---------------- | ---------------- | ---------------- | ---------------- | -------------- | -------------- | -------------- | -------------- | -------------- | -------------- | -------------- | -------------- | -------------- | -------------- | -------------- |
| 1990/91                                                                                  | Клипперс | 62               | 22               | 16,2             | 38,0             | 29,2             | 77,3             | 1,9              | 1,2              | 0,5              | 0,1              | 6,9              | Не участвовал  | Не участвовал  | Не участвовал  | Не участвовал  | Не участвовал  | Не участвовал  | Не участвовал  | Не участвовал  | Не участвовал  | Не участвовал  | Не участвовал  |
| 1991/92                                                                                  | Клипперс | 34               | 0                | 8,1              | 39,6             | 30,8             | 64,5             | 0,9              | 0,5              | 0,3              | 0,2              | 3,3              | 3              | 0              | 1,7            | 0,0            | -              | -              | 0,0            | 0,3            | 0,0            | 0,0            | 0,0            |
| 1992/93                                                                                  | Нью-Йорк | 9                | 0                | 6,1              | 42,4             | 25,0             | 37,5             | 1,2              | 0,6              | 0,1              | 0,0              | 3,7              | Не участвовал  | Не участвовал  | Не участвовал  | Не участвовал  | Не участвовал  | Не участвовал  | Не участвовал  | Не участвовал  | Не участвовал  | Не участвовал  | Не участвовал  |
|                                                                                          | Всего    | 105              | 22               | 12,7             | 38,6             | 29,1             | 72,8             | 1,5              | 0,9              | 0,4              | 0,1              | 5,5              | 3              | 0              | 1,7            | 0,0            | -              | -              | 0,0            | 0,3            | 0,0            | 0,0            | 0,0            |
| Наведите курсор мыши на аббревиатуры в заголовке таблицы, чтобы прочесть их расшифровку. |          |                  |                  |                  |                  |                  |                  |                  |                  |                  |                  |                  |                |                |                |                |                |                |                |                |                |                |                |